# Bonde
 For alternative betydninger, se Bonde (flertydig). (Se også artikler, som begynder med Bonde)
En bonde er en generel betegnelse for en person, der beskæftiger sig med landbrug. Udtrykket bruges især om ældre historiske eller om udenlandske forhold. På moderne dansk er det i øvrigt afløst af ordet landmand. Brugen af "landmand" vandt frem fra 1700-tallet og blev på det tidspunkt ofte anvendt om de mest moderne sindede landboer til fordel for de mere traditionalistisk tænkende bønder. Ordet "bonde" og tilsvarende udenlandske betegnelser kan i øvrigt være meget svære at oversætte nøjagtigt, fordi landbefolkningen på forskellige tider og steder har indgået i vidt forskellige økonomiske og sociale strukturer.
I Danmark har bøndernes vilkår ændret sig betydeligt igennem århundrederne. Den traditionelle og romantiske opfattelse af "den danske bonde" stammer ofte fra den bondetype, som i 1700- og 1800-tallet især kunne træffes på den frugtbare agerjord i Sønderjylland, Østjylland og de danske øer: "en bonde, der primært lever af sit jord- og kvægbrug, og som bor i en tætbebygget landsby med hvidkalket kirke og idyllisk præstegård. Gerne i en firlænget bindingsværksgård med stråtag".
Den tids bønder var typisk fæstebønder, som var personligt ufri og havde et dybt afhængighedsforhold til deres godsejer, hvor den moderne landmand er selvejer med personlig frihed i et liberalt erhverv.

## Etymologi
Ordet kommer fra norrønt bóndi, som egentlig er præsens participium af at bo. Grundbetydningen er altså "bosiddende mand". Det har oprindelig været brugt om en fri mand modsat en træl.

## "Bonde" som for- eller efternavn
Sammen med Karl og Svend har Bonde fra gammel tid været anvendt som personnavn i Danmark. Alle tre navne forekommer i runeindskrifter, men aldrig som forled i stennavne på -lev og -sted, så de er oprindeligt tilnavne. Det bruges dog sjældent som fornavn i nutiden. Ifølge Danmarks Statistik var der i 2024 syv personer i Danmark, der hed "Bonde" til fornavn. Som efternavn var navnet mere almindeligt, idet godt 3.000 danskere havde dette efternavn.